# روث وايت (ملحنة)
روث وايت (بالإنجليزية: Ruth White)‏ هي ملحنة أمريكية، ولدت في 2 سبتمبر 1925 في بيتسبرغ في الولايات المتحدة، وتوفيت في 26 أغسطس 2013 في لوس أنجلوس في الولايات المتحدة.

## وصلات خارجية
- روث وايت على موقع ميوزك برينز (الإنجليزية)
- روث وايت على موقع أول ميوزيك (الإنجليزية)
- روث وايت على موقع ديسكوغز (الإنجليزية)